# Elecciones estatales de Aguascalientes de 1977
Las elecciones estatales de Aguascalientes de 1977 se realizaron el domingo 7 de agosto de 1977 y en ellas se renovaron los siguientes cargos de elección popular del estado mexicano de Aguascalientes:
- 13 diputados del Congreso del Estado. 11 electos por mayoría relativa y dos designados mediante representación proporcional para integrar la L Legislatura.
- 9 ayuntamientos. Compuestos por un presidente municipal y sus regidores, electos para un periodo de tres años.

## Resultados

### Congreso del Estado de Aguascalientes
|  | 95.77 % |

|  | 2.60 % |

|  | 1.58 % |

|  | 0 % |

|  | 100 % |

### Ayuntamientos
|  | 99.58 % |

|  | 0.32 % |

|  | 100 % |

|  | 0 % |